# 高見原
高見原（たかみはら）は、茨城県つくば市の町名。
一丁目から五丁目まである。郵便番号は300-1252。

## 地理
つくば市南部に位置し、筑波研究学園都市周辺開発地区に位置する。筑波研究学園都市内であるが、早期より東京のベッドタウンとして開発の進んだ地域であり、一丁目ではJR東日本常磐線牛久駅から1km圏内に位置する箇所がある。地域内は県道谷田部牛久線が地域の中央を、国道6号が地域の東端を通っている。
東は牛久市猪子町、西は天宝喜・高崎、南は牛久市田宮・田宮町、北は高崎と接している。

### 地価
住宅地の地価は、2014年（平成26年）1月1日の公示地価によれば、高見原4丁目6番9外の地点で2万9400円/m2となっている。

## 歴史
元は高崎の一部であった。旧住所表示は、高崎番外1から、高崎番外5の表示であった。この番外番地の1〜5を、1982年（昭和57年）11月1日、住居表示を実施、現在の高見原の丁目とし、番地整備を行った。
1895年（明治28年）頃より開墾が始められ、1973年（昭和48年）頃より住宅開発が進められた。

## 世帯数と人口
2017年（平成29年）8月1日現在の世帯数と人口は以下の通りである。
| 丁目        | 世帯数    | 人口    |
| ----------- | --------- | ------- |
| 高見原1丁目 | 911世帯   | 1,961人 |
| 高見原2丁目 | 626世帯   | 1,469人 |
| 高見原3丁目 | 414世帯   | 978人   |
| 高見原4丁目 | 315世帯   | 703人   |
| 高見原5丁目 | 218世帯   | 515人   |
| 計          | 2,484世帯 | 5,626人 |

## 小・中学校の学区
市立小・中学校に通う場合、学区は以下の通りとなる。
| 丁目   | 番地 | 小学校         | 中学校     |
| ------ | ---- | -------------- | ---------- |
| 一丁目 | 全域 | 茎崎第一小学校 | 高崎中学校 |
| 二丁目 | 全域 | 茎崎第一小学校 | 高崎中学校 |
| 三丁目 | 全域 | 茎崎第一小学校 | 高崎中学校 |
| 四丁目 | 全域 | 茎崎第一小学校 | 高崎中学校 |
| 五丁目 | 全域 | 茎崎第一小学校 | 高崎中学校 |

## 施設
一丁目
- 筑波胃腸病院
- FOOD OFFストッカー牛久ししこ店
- たいらや茎崎店
- つくばハートクリニック

二丁目
- 共立製薬先端技術開発センター

三丁目
- 高見原保育所
- つくば自動車学校

四丁目
- ヤックスドラッグつくば高見原店

五丁目
- 茨城県信用組合茎崎支店

## 交通
道路
- 国道6号線

一丁目の東端を通っている
- 茨城県道143号谷田部牛久線

路線バス
- JR牛久駅西口より
  - 関東鉄道バス
    - みどりの駅行
    - 桜ヶ丘団地行
- つくばエクスプレスみどりの駅より
  - 関東鉄道バス
    - 牛久駅行
- つくばエクスプレスつくば駅より
  - つくバス
    - 南部シャトル

なお、関東鉄道バスとつくバスは、高見原南バス停で乗り換えができる。